# Bernhard Karl von Koehne
Il Barone Bernhard Karl von Koehne, noto in Russia come Бернгард (Борис) Васильевич Кёне (Berngard – o Boris – Valisil'evič  Këne), (Berlino, 1817 – 1886), è stato un archeologo, numismatico e araldista tedesco naturalizzato russo. Nel 1844 fu nominato curatore al dipartimento di numismatica del Museo dell'Ermitage di San Pietroburgo, dove in seguito fu anche consulente scientifico e dal 1857 vi fu posto a capo del dipartimento di araldica.

## Biografia
Volendo in qualche modo semplificare gli armoriali nell'Impero, nel 1857 il barone Koehne emise le regole per gli stemmi di province, regioni, municipi, città e villaggi. Furono approvati il 7 maggio, il 4 e il 16 luglio dello stesso anno
Le norme includono: la classificazione degli ornamenti esteriori dello scudo, decorazioni (corone) in tutto lo scudo, i nastri intrecciati, e il metodo di specificare l'affiliazione provinciale - nella parte libera dello scudo.
Su iniziativa e con l'assistenza del Duca di Leuchtenberg, Massimiliano, nel 1846 fu fondata la Imperiale società russa di archeologia (Императорское русское археологическое общество), una filiale della "Società tecnica russa" (Русское техническое общество), di cui Koehne fu nominato segretario. Koehne ricevette dall'Institut de France una medaglia d'oro concessa raramente per la "Description du musée de feu le prince Basile Kotschoubey" e per  "Исследования по истории и нумизматике греч. поселений в России, равно как царств Понтийского и Босфора Киммерийского" (Studi sulla storia e la numismatica degli insediamenti greci in Russia, così come nei regni del Ponto e del Bosforo Cimmerio, San Pietroburgo, 1857.

## Pubblicazioni
- Исследования по истории и нумизматике греч. поселений в России, равно как царств Понтийского и Босфора Киммерийского, San Pietroburgo, 1857
- Description du musée de feu le prince Basile Kotschoubey, San Pietroburgo, 1857 (edizione digitale
- Исследование об истории и древностях г. Херсонеса Таврического (San Pietroburgo, 1848);
- Über die im Russischen Reiche gefundenen Abendländischen Münzen des X, XI und XII Jahrh. (San Pietroburgo, 1850
- Князь Олег и г. Куник (in "Русский вестник", 1860)
- Notice sur les sceaux et les armoiries de la Russie, vol. I, Berlino, 1861
- Императорский Эрмитаж. Vol. 1. scheda su Raffaello; vol. 2. scheda su Leonardo da Vinci, San Pietroburgo, 1866; 2 ed. 1869)
- Über den Doppeladler, Berlino 1871
- A cura di Koehne: 
  - Записки Императорского археологического общества (San Pietroburgo, 1847-52, in 6 voll.),
  - Гербовник Российской империи (XI—XIII)
  - Каталоге нумизматического музее Императорского Эрмитажа (con Gustav Friedrich Waagen, Lukaševič e altri).
- Articoli in: "Mémoires de la Societé d'Archéologie et de Numismatique de St-Petersbourg", "Revue belge de Numismatique", "Berliner Blätter für Münz-, Siegel- und Wappenkunde".